# Ferrovie della Provenza

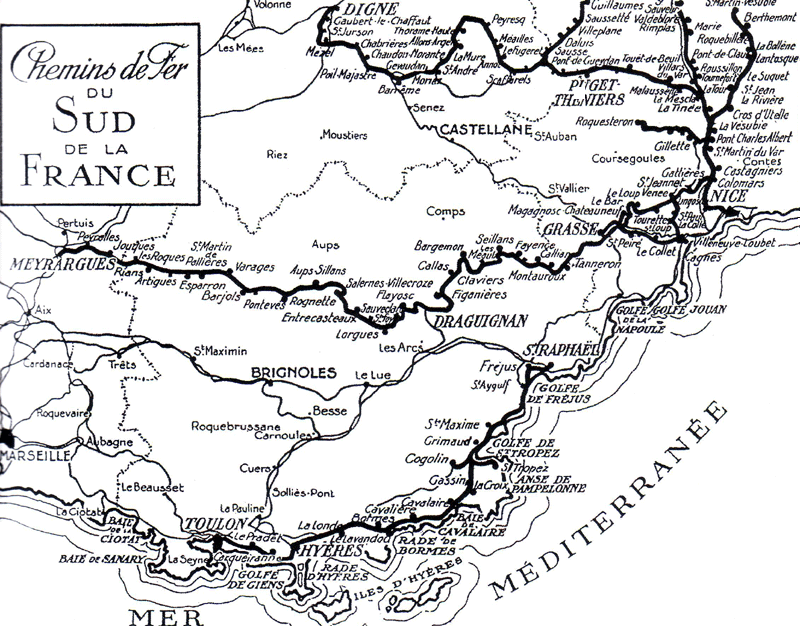
Mappa della rete delle Ferrovie della Provenza nel 1929

Le ferrovie della Provenza, in francese  Chemins de fer de Provence  (CP), sono state una vasta rete francese di ferrovie secondarie a scartamento metrico, gestite dal 1925 dalla società omonima, subentrata alla Compagnie des chemins de fer du Sud de la France (SF). La rete comprendeva linee dei dipartimenti delle Alpes-Maritimes, del Var e delle Basses-Alpes (oggi Alpes-de-Haute-Provence). La rete è dismessa ad eccezione della Nizza-Digne che tuttora mantiene il marchio delle Chemins de fer de Provence.

## Storia
Il 24 marzo del 1860 la Contea di Nizza, che faceva parte del Regno di Sardegna, venne ceduta alla Francia: il Trattato di Torino ne formalizzò la cessione. In seguito all'annessione la Compagnie des Chemins de fer de Paris-Lyon -Méditerranée (PLM) prolungò la sua linea principale Parigi-Marsiglia fino a Nizza. Rimaneva tuttavia sprovvista di comunicazioni tutta la regione interna e la direttrice di Grenoble e la Savoia. Il malcontento delle popolazioni isolate portò nel 1872 a prevedere la necessità di ulteriori collegamenti ferroviari.
Nel 1879 il piano Freycinet previde la costruzione di un certo numero di linee di interesse locale, ed in particolare nella zona sudorientale:
- Digne-Draguignan, di 115 km;
- Draguignan-Cagnes via Grasse, di 75 km;
- Draguignan-Mirabeau via Barjols, di 96 km;
- Nizza-Puget-Théniers, di 56 km.

Nel 1881 al progetto si aggiunse una relazione da Nizza a Grasse via Vence e il collegamento tra Puget-Théniers e Digne al posto della prevista Digne-Draguignan.
Nel 1884 la PLM, che aveva iniziati i lavori dalle parti di Digne, rinunciò a proseguirli; pertanto venne creata la Compagnie des chemins de fer du Sud de la France, ma i progetti vennero rivisti. Venne abbandonato il previsto scartamento normale in favore di quello metrico, più economico come costruzione e più adatto al territorio difficile che richiedeva curve strette o in alternativa costose opere d'arte.

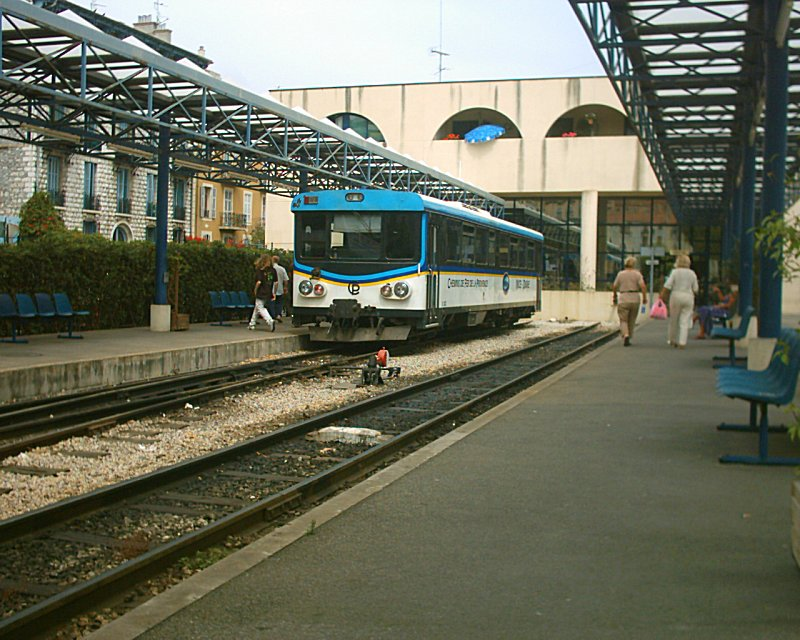
Stazione CP di Nizza

La rete, che prese il nome di Réseau Sud-France (acronimo SF), era composta di 3 linee principali:
- Ferrovia Nizza-Digne via Puget-Théniers, di 150 km (linea del Nord);
- Ferrovia Nizza-Meyrargues via Grasse e Draguignan, di 210 km (linea Central-Var), chiusa nel 1950;
- Ferrovia Tolone-Saint-Raphaël, di 100 km (linea costiera), con un'antenna Cogolin-Saint-Tropez di 10 km, chiusa nel 1948.

A questa rete di oltre 450 km si aggiungevano le antenne di collegamento alle varie località poste lungo gli affluenti del Var, come i Tramways des Alpes-Maritimes (TAM).
La costruzione della linea Nizza-Digne iniziò nel 1890 e venne terminata nel 1911.
Nel 1925, in seguito a difficoltà finanziarie, venne siglata una nuova convenzione tra lo Stato e la compagnia che si trasformò in Compagnie des Chemins de fer de la Provence (CP). Le difficoltà finanziarie tuttavia non si risolsero e dal luglio 1933 la compagnia rinunziò alla gestione delle linee del Nord e di Meyrargues, che vennero rilevate dallo Stato e poste sotto la gestione ministeriale del dipartimento Ponts et Chaussées. La rete si era ridotta alla sola linea litoranea.
Verso la fine degli anni trenta le 3 linee ripresero vigore in seguito alla sostituzione della trazione a vapore con quella termica mediante automotrici. Lo scoppio della seconda guerra mondiale e la lotta di liberazione portarono tuttavia seri danneggiamenti alle infrastrutture e al materiale rotabile, particolarmente nell'area delle Alpi Marittime. La ripresa dal 1945 fu difficile. La linea Central-Var fu limitata a Tanneron e servita solo da automotrici.
La linea del litorale rimase interrotta nel 1948 e la Nizza-Meyrargues chiuse nel 1950.
Nel 1952 lo Stato rilasciò un'autorizzazione alla gestione provvisoria della Nizza-Digne da parte della compagnia ma nel 1959 minacciò la chiusura se non fossero state attuate misure di contenimento dei costi di esercizio. Tra 1967 e 1968 la regione, i due dipartimenti, le municipalità di Digne e Nizza si associarono in Syndicat mixte Méditerranée-Alpes (SYMA) per ottenere la gestione della linea.  Nel 1972 il SYMA ottenne la concessione per 99 anni e venne assicurato anche un servizio navetta tra Nizza e Colomars. Nel 1975 il SYMA aprì a Nizza-Lingostière delle officine per sostituire quelle divenute inaccessibili di Draguignan. Nel 1980 venne creato il Groupement d'études pour le Chemin de fer de Provence (GECP) per la gestione di treni turistici a vapore.
Nel 1981 fu creata la relazione Alpazur  tra Ginevra e Nizza con trasbordo a Digne iniziando la collaborazione tra le CP e SNCF.
L'approssimarsi degli anni novanta recò nuove minacce di chiusura delle ferrovie dell'area: il municipio di Nizza chiese la chiusura della linea fino a Colomars (90% del percorso) mentre nel 1989 la SNCF chiuse la linea Saint-Auban - Digne, ponendo fine alla relazione Nizza-Grenoble.
Nel 1994 la linea venne interrotta per 18 mesi a causa di una piena eccezionale del Var.
L'antica rete delle Chemins de fer de Provence, ormai ridotta ad un'unica tratta, è rimasta in gestione ad una filiale di Veolia transport denominata Compagnie ferroviaire du Sud-France (CFSF) fino al 2013.
L'anno successivo le è subentrata la Régie Régionale des Transports de Provence-Alpes-Côte-d'Azur (RRT-PACA).